# Осока (Ульяновська область)
Осока (рос. Осока) — село в Бариському районі Ульяновської області Російської Федерації.
Населення становить 127 осіб. Входить до складу муніципального утворення Живайкинське сільське поселення.

## Історія
Від 2004 року входить до складу муніципального утворення Живайкинське сільське поселення.

## Населення
| 2010 |
| ---- |
| 127  |